# Episodi di Investigatore offresi (terza stagione)
La terza stagione della serie televisiva Investigatore offresi è stata trasmessa in anteprima nel Regno Unito dalla Independent Television tra il 20 gennaio 1968 e il 13 aprile 1968.
| nº | Titolo originale                                              | Titolo italiano | Prima TV UK      | Prima TV Italia |
| -- | ------------------------------------------------------------- | --------------- | ---------------- | --------------- |
| 1  | If This Is Lucky, I'd Rather Be Jonah                         |                 | 20 gennaio 1968  |                 |
| 2  | But What Good Will the Truth Do?                              |                 | 27 gennaio 1968  |                 |
| 3  | Memories of Meg                                               |                 | 3 febbraio 1968  |                 |
| 4  | Have Mud, Will Throw                                          |                 | 10 febbraio 1968 |                 |
| 5  | But They Always Come Back for Tea                             |                 | 17 febbraio 1968 |                 |
| 6  | Mercury in an Off-White Mac                                   |                 | 24 febbraio 1968 |                 |
| 7  | Strictly Private and Confidential                             |                 | 2 marzo 1968     |                 |
| 8  | Honesty Is the Best Policy - But Who Can Afford the Premiums? |                 | 9 marzo 1968     |                 |
| 9  | The Bromsgrove Venus                                          |                 | 16 marzo 1968    |                 |
| 10 | It Must Be the Architecture - Can't Be the Climate            |                 | 23 marzo 1968    |                 |
| 11 | It's Learning About the Lies That Hurts                       |                 | 30 marzo 1968    |                 |
| 12 | There's No Future in Monkey Business                          |                 | 6 aprile 1968    |                 |
| 13 | Cross That Palm When We Come to It                            |                 | 13 aprile 1968   |                 |